# Crambe arborea
Crambe arborea là một loài thực vật có hoa trong họ Cải. Loài này được Webb ex H.Christ mô tả khoa học đầu tiên năm 1888.